# KK Spartak Subotica
El Košarkaški klub Spartak Subotica (en cirílico Кошаркашки клуб Спартак Суботица), conocido popularmente como KK Spartak, es un club de baloncesto con sede en la ciudad de Subotica. Fue fundado en 1945. Actualmente participa en la máxima categoría del baloncesto serbio, la Košarkaška Liga Srbije.

## Historia
El club se fundó en 1945, y recibió su nombre como homenaje a Jovan Mikić Spartak, el líder de los partisanos de Subotica, que fue un héroe nacional, y que resultó muerto en 1944.
Su mayor éxito a nivel deportivo fue el alcanzar la final de la Copa Yugoslava en 1995, en la que cayeron ante el KK Partizan Belgrado por 84-81. Ha participado además en diversas ediciones de la Copa de Europa de la FIBA y la Copa Korać.

## Jugadores

### Jugadores destacados
- Nenad Čanak
- Branko Cvetković
- Dejan Koturović
- Dragan Lukovski
- Petar Popović
- Predrag Šuput
- Nikola Kalinić
- Danilo Mijatović
- Kemal Karahodžić